# Burgholz (Gemeinde Gars am Kamp)
Burgholz ist ein Waldgebiet und eine Katastralgemeinde der Gemeinde Gars am Kamp im Bezirk Horn in Niederösterreich.
Das Burgholz liegt auf einer Kuppe zwischen Loiwelsöd und Tautendorf und wird vom Hirschbach entwässert, der bei Gars in den Kamp mündet.

## Bodennutzung
Die Katastralgemeinde ist forstwirtschaftlich geprägt. 53 Hektar wurden zum Jahreswechsel 1979/1980 landwirtschaftlich genutzt und 156 Hektar waren forstwirtschaftlich geführte Waldflächen. 1999/2000 wurde auf 49 Hektar Landwirtschaft betrieben und 159 Hektar waren als forstwirtschaftlich genutzte Flächen ausgewiesen. Ende 2018 waren 47 Hektar als landwirtschaftliche Flächen genutzt und Forstwirtschaft wurde auf 159 Hektar betrieben. Die durchschnittliche Bodenklimazahl von Burgholz beträgt 27,4 (Stand 2010).